# Lijst van vrouwelijke ruimtevaarders

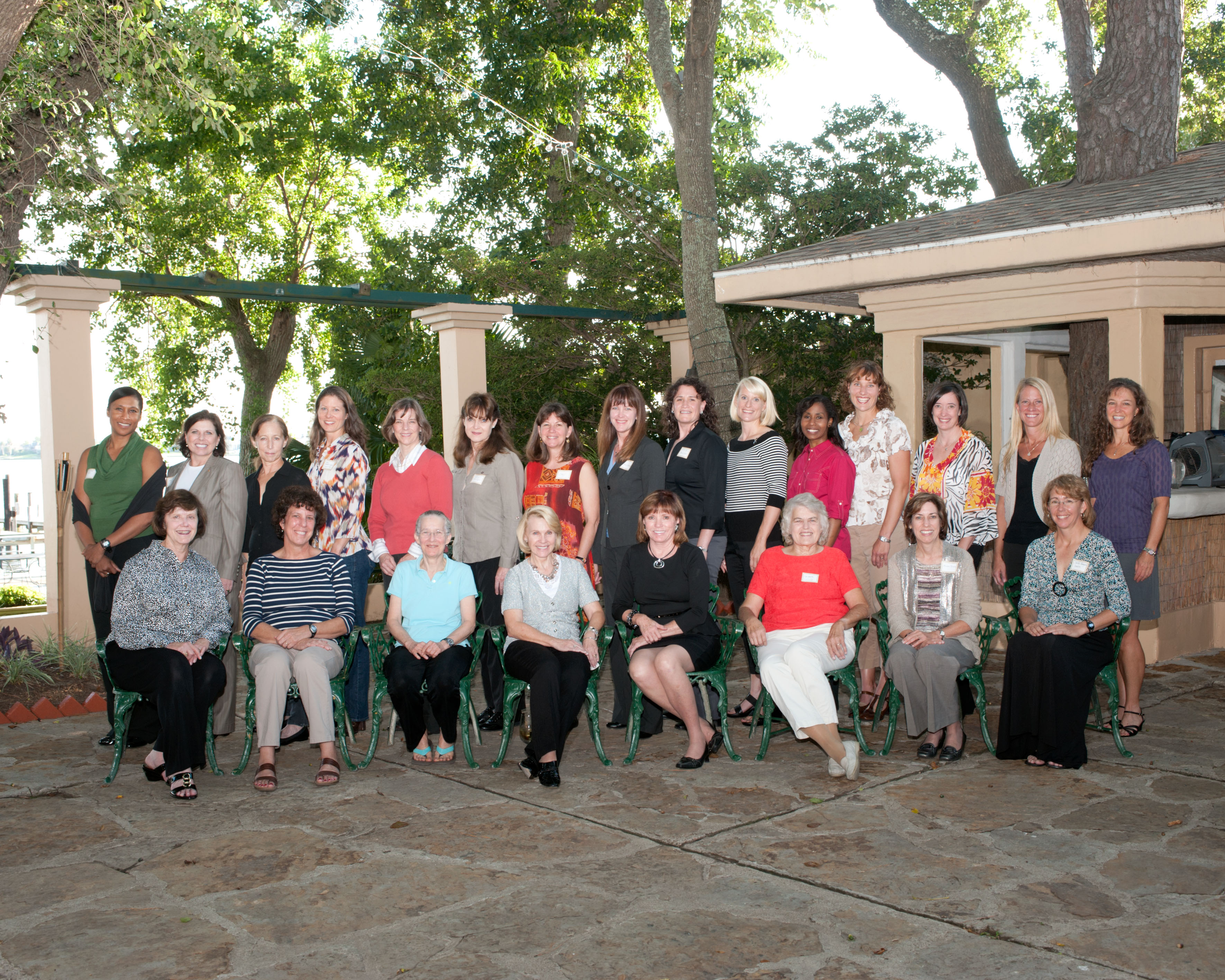
Samenkomst van huidige en voormalige vrouwelijke NASA-astronauten in het Lyndon B. Johnson Space Center in september 2012. Zittend (vanaf links): Carolyn Huntoon (JSC's eerste vrouwelijke directeur), Ellen Baker, Mary Cleave, Rhea Seddon, Anna Fisher, Shannon Lucid, Ellen Ochoa, Sandra Magnus.
Staand (vanaf links): Jeanette Epps, Mary Ellen Weber, Marsha Ivins, Tracy Caldwell Dyson, Bonnie Dunbar, Tammy Jernigan, Cady Coleman

Dit is een complete lijst van vrouwelijke ruimtevaarders, vanaf 1963 tot en met november 2023.

## Overzicht
Einde september 2017 waren er 60 vrouwen die in de ruimte verbleven, op een totaal van 568 ruimtevaarders. Volgens nationaliteit of afkomst waren dit één astronaut uit Frankrijk, India, Italië, Zuid-Korea en Groot-Brittannië, twee uit Canada, China en Japan, vier uit de Sovjet-Unie/Rusland en 45 uit de Verenigde Staten.
De tijd tussen de eerste man en de eerste vrouw in de ruimte was iets meer dan twee jaar (tussen Vostok 1 en Vostok 6), terwijl de tijd tussen de eerste Amerikaanse man en de eerste Amerikaanse vrouw in de ruimte 22 jaar was (tussen Freedom 7 en Space Shuttle Challenger STS-7). Voor China was dit ruim acht jaar (tussen Shenzhou 5 en Shenzhou 9). Voor Italië was dit ongeveer twaalf jaar (tussen STS-46 en ISS-Expeditie 42).
De eerste ruimtevaarder voor Groot-Brittannië, Zuid-Korea en Iran waren allemaal vrouwen.
Hoewel de Sovjet-Unie de eerste twee vrouwen in de ruimte stuurde, zijn er maar vier vrouwen in de lijst uit Rusland of de Sovjet-Unie. Daarentegen maakten de eerste vrouwelijke ruimtevaarders uit Groot-Brittannië, Frankrijk, Italië, Iran en Zuid-Korea wel deel uit van een Sovjet- of Russisch ruimtevaartprogramma. De eerste vrouwelijke ruimtevaarders uit Canada, India en Japan vlogen dan weer als deelnemer aan het Amerikaanse ruimtevaartprogramma.
Er zit 19 jaar tussen de eerste en tweede vrouwelijke Sovjet-ruimtevaarder, tussen de missies Vostok 6 en Sojoez T-7. De tijd tussen de eerste en tweede Amerikaanse vrouw in de ruimte was een jaar en ook was er een jaar tussen de eerste en tweede Chinese vrouwelijke astronaut in twee opeenvolgende missies Shenzhou 9 en Shenzhou 10. De eerste Chinese vrouwelijke ruimtevaarder kwam er pas 49 jaar na de eerste vrouw in de ruimte.

## Vrouwelijke astronauten en hun vluchten
| Nr. | Foto | Naam                                   | Land                                  | Missies (lanceerdata) | Opmerkingen |
| --- | ---- | -------------------------------------- | ------------------------------------- | --- | --- |
| 1   |      | Valentina Tereshkova (1937)            | Sovjet-Unie                           | Vostok 6 (16 juni 1963) | Eerste vrouw in de ruimte. |
| 2   |      | Svetlana Savitskaja (1948)             | Sovjet-Unie                           | Sojoez T-5 (19 juli 1982) Sojoez T-12 (17 juli 1984)                                                                         | Eerste vrouw die in een ruimtestation verbleef (Saljoet 7, 1982). Eerste vrouw die een ruimtewandeling maakte (25 juli 1984). Eerste vrouw die twee vluchten maakte. |
| 3   |      | Sally Ride (1951-2012)                 | Verenigde Staten                      | STS-7 (18 juni 1983) STS-41-G (5 oktober 1984)                                                                               | Eerste Amerikaanse vrouw in de ruimte. Eerste lgbt-vrouw in de ruimte. |
| 4   |      | Judith Resnik (1949-1986)              | Verenigde Staten                      | STS-41-D (30 augustus 1984) STS-51-L (28 januari 1986)                                                                       | Eerste Joods-Amerikaanse in de ruimte, gestorven tijdens de ramp met de Challenger. |
| 5   |      | Kathryn D. Sullivan (1951)             | Verenigde Staten                      | STS-41-G (5 oktober 1984) STS-31 (24 april 1990) STS-45 (24 maart 1992)                                                      | Eerste Amerikaanse vrouw die een ruimtewandeling maakte (11 oktober 1984). |
| 6   |      | Anna Lee Fisher (1949)                 | Verenigde Staten                      | STS-51-A (8 november 1984)                                                                                                   | Eerste moeder in de ruimte. |
| 7   |      | Margaret Rhea Seddon (1947)            | Verenigde Staten                      | STS-51-D (12 april 1985) STS-40 (5 juni 1991) STS-58 (18 oktober 1993)                                                       | |
| 8   |      | Shannon Lucid (1943)                   | Verenigde Staten                      | STS-51-G (17 juni 1985) STS-34 (18 oktober 1989) STS-43 (2 augustus 1991) STS-58 (18 oktober 1993) STS-76/79 (22 maart 1996) | Eerste Amerikaanse vrouw die in een ruimtestation verbleef (Mir, 1996). Eerste in China geboren vrouw in de ruimte. Eerste vrouw die een derde, vierde en vijfde ruimtevlucht deed. |
| 9   |      | Bonnie J. Dunbar (1949)                | Verenigde Staten                      | STS-61-A (30 oktober 1985) STS-32 (9 januari 1990) STS-50 (25 juni 1992) STS-71 (27 juni 1995) STS-89 (22 januari 1998)      | |
| 10  |      | Mary L. Cleave (1947)                  | Verenigde Staten                      | STS-61-B (26 november 1985) STS-30 (4 mei 1989)                                                                              | |
| -   |      | Christa McAuliffe (1948-1986)          | Verenigde Staten                      | STS-51-L (28 januari 1986)                                                                                                   | Gestorven tijdens de ramp met de Challenger. |
| 11  |      | Ellen S. Baker (1953)                  | Verenigde Staten                      | STS-34 (18 oktober 1989) STS-50 (25 juni 1992) STS-71 (27 juni 1995)                                                         | |
| 12  |      | Kathryn C. Thornton (1952)             | Verenigde Staten                      | STS-33 (22 november 1989) STS-49 (7 mei 1992) STS-61 (2 december 1993) STS-73 (20 oktober 1995)                              | Eerste vrouw die meerdere ruimtewandelingen maakte (14–15 mei 1992, 6 december 1993 en 8 december 1993) |
| 13  |      | Marsha Ivins (1951)                    | Verenigde Staten                      | STS-32 (9 januari 1990) STS-46 (31 juli 1992) STS-62 (4 maart 1994) STS-81 (12 januari 1997) STS-98 (7 februari 2001)        | |
| 14  |      | Linda M. Godwin (1952)                 | Verenigde Staten                      | STS-37 (5 april 1991) STS-59 (9 april 1994) STS-76 (22 maart 1996) STS-108 (5 december 2001)                                 | Vierde vrouw die een ruimtewandeling maakte (27 maart 1996, 10 december 2001) |
| 15  |      | Helen Sharman (1963)                   | Verenigd Koninkrijk                   | Sojoez TM-12/TM-11 (18 mei 1991)                                                                                             | Eerste Britse vrouw in de ruimte. Tweede vrouw die verbleef in een ruimtestation (Mir, 1991). |
| 16  |      | Tamara E. Jernigan (1959)              | Verenigde Staten                      | STS-40 (5 juni 1991) STS-52 (22 oktober 1992) STS-67 (2 maart 1995) STS-80 (19 november 1996) STS-96 (27 mei 1999)           | Vijfde vrouw die een ruimtewandeling maakte (30 mei 1999) |
| 16  |      | Millie Hughes-Fulford (1945)           | Verenigde Staten                      | STS-40 (5 juni 1991) | |
| 18  |      | Roberta Bondar (1945)                  | Canada                                | STS-42 (22 januari 1992) | Eerste Canadese vrouw in de ruimte. |
| 19  |      | Nancy Jan Davis (1953)                 | Verenigde Staten                      | STS-47 (12 september 1992) STS-60 (3 februari 1994) STS-85 (7 augustus 1997)                                                 | Ging samen met haar man Mark C. Lee op ruimtevlucht in 1992, daarmee het eerste getrouwde koppel dat samen in de ruimte ging. |
| 19  |      | Mae Jemison (1956)                     | Verenigde Staten                      | STS-47 (12 september 1992)                                                                                                   | Eerste Afro-Amerikaanse vrouw in de ruimte |
| 21  |      | Susan J. Helms (1958)                  | Verenigde Staten                      | STS-54 (13 januari 1993) STS-64 (9 september 1994) STS-78 (20 juni 1996) STS-101 (19 mei 2000) STS-102/105 (8 maart 2001)    | Zesde vrouw die een ruimtewandeling maakte (11 maart 2001) |
| 22  |      | Ellen Ochoa (1958)                     | Verenigde Staten                      | STS-56 (8 april 1993) STS-66 (3 november 1994) STS-96 (27 mei 1999) STS-110 (8 april 2002)                                   | Eerste vrouw met Spaanse roots in de ruimte. |
| 23  |      | Janice E. Voss (1956-2012)             | Verenigde Staten                      | STS-57 (21 juni 1993) STS-63 (3 februari 1995) STS-83 (4 april 1997) STS-94 (1 juli 1997) STS-99 (11 februari 2000)          | |
| 24  |      | Nancy J. Currie (1958)                 | Verenigde Staten                      | STS-57 (21 juli 1993) STS-70 (13 juli 1995) STS-88 (4 december 1998) STS-109 (1 maart 2002)                                  | |
| 25  |      | Chiaki Mukai (1952)                    | Japan                                 | STS-65 (8 juli 1994) STS-95 (29 oktober 1998)                                                                                | Eerste Japanse vrouw in de ruimte. |
| 26  |      | Jelena V. Kondakova (1957)             | Rusland                               | Sojoez TM-20 (3 oktober 1994) STS-84 (15 mei 1997)                                                                           | Eerste Russische vrouw die in twee verschillende ruimtevaartuigen (Sojoez TM-20 en STS-84) meeging, beide op weg naar ruimtestation Mir. Eerste Russische vrouw die met een Amerikaanse Space Shuttle meevloog. |
| 27  |      | Eileen Collins (1956)                  | Verenigde Staten                      | STS-63 (3 februari 1995) STS-84 (15 mei 1997) STS-93 (23 juli 1999) STS-114 (26 juli 2005)                                   | Eerste vrouwelijke shuttlepiloot en shuttlecommandant. |
| 28  |      | Wendy B. Lawrence (1959)               | Verenigde Staten                      | STS-67 (2 maart 1995) STS-86 (25 september 1997) STS-91 (2 juni 1998) STS-114 (26 juli 2005)                                 | |
| 29  |      | Mary E. Weber (1962)                   | Verenigde Staten                      | STS-70 (13 juli 1995) STS-101 (19 mei 2000)                                                                                  | |
| 30  |      | Catherine Coleman (1960)               | Verenigde Staten                      | STS-73 (20 oktober 1995) STS-93 (23 juli 1999) Sojoez TMA-20 (15 december 2010)                                              | |
| 31  |      | Claudie Haigneré (1957)                | Frankrijk                             | Sojoez TM-24/TM-23 (17 augustus 1996) Sojoez TM-33/32 (21 oktober 2001)                                                      | Eerste Franse vrouw in de ruimte. |
| 32  |      | Susan Still-Kilrain (1961)             | Verenigde Staten                      | STS-83 (4 april 1997) STS-94 (1 juli 1997)                                                                                   | Tweede vrouwelijke shuttlepiloot. |
| 33  |      | Kalpana Chawla (1961-2003)             | India/ Verenigde Staten               | STS-87 (19 november 1997) STS-107 (16 januari 2003)                                                                          | Eerste Indiaas-Amerikaanse vrouw in de ruimte. Gestorven tijdens het ongeval met het ruimteveer Columbia. |
| 34  |      | Kathryn P. Hire (1959)                 | Verenigde Staten                      | STS-90 (17 april 1998) STS-130 (8 februari 2010)                                                                             | |
| 35  |      | Janet L. Kavandi (1959)                | Verenigde Staten                      | STS-91 (2 juni 1998) STS-99 (11 februari 2000) STS-104 (12 juli 2001)                                                        | |
| 36  |      | Julie Payette (1963)                   | Canada                                | STS-96 (27 mei 1999) STS-127 (15 juli 2009)                                                                                  | Eerste Frans-Canadese vrouw in de ruimte. |
| 37  |      | Pamela Melroy (1961)                   | Verenigde Staten                      | STS-92 (11 oktober 2000) STS-112 (7 oktober 2002) STS-120 (23 oktober 2007)                                                  | Tweede vrouwelijke shuttlecommandant. |
| 38  |      | Peggy Whitson (1960)                   | Verenigde Staten                      | STS-111/113 (5 juni 2002) Sojoez TMA-11 (10 oktober 2007) Sojoez MS-03 (17 november 2016)                                    | Zevende vrouw die een ruimtewandeling maakte (16 aug. 2002, 9 nov. 2007, 20 nov. 2007, 24 nov. 2007, 18 dec. 2007, 30 jan. 2007) en sinds maart 2009 vrouwelijke recordhouder van meeste ruimtewandelingen en meeste tijd als ruimtewandelaar doorgebracht. Eerste vrouwelijke ISS-commandant (ISS Expedition 16). |
| 39  |      | Sandra Magnus (1964)                   | Verenigde Staten                      | STS-112 (7 oktober 2002) STS-126/119 (14 november 2008) STS-135 (8 juli 2011)                                                | |
| 40  |      | Laurel B. Clark (1961-2003)            | Verenigde Staten                      | STS-107 (16 januari 2003) | Gestorven tijdens het ongeval met het ruimteveer Columbia |
| 41  |      | Stephanie Wilson (1966)                | Verenigde Staten                      | STS-121 (4 juli 2006) STS-120 (23 oktober 2007) STS-131 (5 april 2010)                                                       | |
| 41  |      | Lisa Nowak (1963)                      | Verenigde Staten                      | STS-121 (4 juli 2006) | |
| 43  |      | Heidemarie M. Stefanyshyn-Piper (1963) | Verenigde Staten                      | STS-115 (9 september 2006) STS-126 (14 november 2008)                                                                        | Achtste vrouw die een ruimtewandeling maakte (12 sep. 2006, 15 sep. 2006, 18-19 nov. 2008, 20-21 nov. 2008, 22-23 nov. 2008). Eerste vrouw van Oekraïense afkomst in de ruimte. |
| 44  |      | Anousheh Ansari (1966)                 | Iran/ Verenigde Staten                | Sojoez TMA-9/8 (18 september 2006)                                                                                           | Vierde ruimtetoerist en de eerste vrouwelijke. Eerste Iraniër in de ruimte |
| 45  |      | Sunita Williams (1965)                 | Verenigde Staten                      | STS-116/117 (9 december 2006) Sojoez TMA-05M (15 juli 2012)                                                                  | Negende vrouw die een ruimtewandeling maakte |
| 46  |      | Joan Higginbotham (1964)               | Verenigde Staten                      | STS-116 (9 december 2006) | |
| 47  |      | Tracy Caldwell Dyson (1969)            | Verenigde Staten                      | STS-118 (8 augustus 2007) Sojoez TMA-18 (2 april 2010).                                                                      | Elfde vrouw die een ruimtewandeling maakte. Eerste astronaut die geboren werd na de vlucht van Apollo 11. |
| 47  |      | Barbara Morgan (1951)                  | Verenigde Staten                      | STS-118 (8 augustus 2007) | Eerste astronaut van het Teacher in Space Project. |
| 49  |      | Yi So-yeon (1978)                      | Zuid-Korea                            | Sojoez TMA-12 (8 april 2008)                                                                                                 | Eerste Koreaan in de ruimte |
| 50  |      | Karen L. Nyberg (1969)                 | Verenigde Staten                      | STS-124 (31 mei 2008) Sojoez TMA-09M (28 mei 2013)                                                                           | |
| 51  |      | K. Megan McArthur (1971)               | Verenigde Staten                      | STS-125 (11 mei 2009) | |
| 52  |      | Nicole P. Stott (1962)                 | Verenigde Staten                      | STS-128 (28 augustus 2009) STS-133 (24 februari 2011)                                                                        | Tiende vrouw die een ruimtewandeling maakte (1–2 september 2009). |
| 53  |      | Dorothy Metcalf-Lindenburger (1975)    | Verenigde Staten                      | STS-131 (5 april 2010) | |
| 54  |      | Naoko Yamazaki (1970)                  | Japan                                 | STS-131 (5 april 2010) | |
| 55  |      | Shannon Walker (1965)                  | Verenigde Staten                      | Sojoez TMA-19 (15 juni 2010)                                                                                                 | |
| 56  |      | Liu Yang (1978)                        | China                                 | Shenzhou 9 (16 juni 2012) Shenzhou 14 (5 juni 2022)                                                                          | Eerste Chinese vrouw in de ruimte. |
| 57  |      | Wang Yaping (1980)                     | China                                 | Shenzhou 10 (11 juni 2013) Shenzhou 13 (15 oktober 2021)                                                                     | |
| 58  |      | Jelena Serova (1976)                   | Rusland                               | Sojoez TMA-14M (25 september 2014)                                                                                           | Lid van de ISS-Expeditie 41. Eerste Russische vrouw die het internationaal ruimtestation ISS bezocht. |
| 59  |      | Samantha Cristoforetti (1977)          | Italië                                | Sojoez TMA-15M (23 november 2014) SpaceX Crew-4 (27 april 2022)                                                              | ESA-astronaut. Eerste Italiaanse vrouw in de ruimte en in ISS. ISS-Expeditie 42/43 houdt sinds 2015 het record van vrouwelijke astronauten: langste ruimtevlucht (199 dagen). |
| 60  |      | Kathleen Rubins (1978)                 | Verenigde Staten                      | Sojoez MS-01 (6 juli 2016) Sojoez MS-17 (14 oktober 2020)                                                                    | |
| 61  |      | Serena Auñón (1976)                    | Verenigde Staten                      | Sojoez MS-09 (6 juni 2018)                                                                                                   | |
| 62  |      | Anne McClain (1979)                    | Verenigde Staten                      | Sojoez MS-11 (3 december 2018)                                                                                               | |
| 63  |      | Beth Moses                             | Verenigde Staten                      | VSS Unity VF-01 (22 februari 2019)                                                                                           | Eerste vrouw die met een commercieel bedrijf de ruimte bereikte |
| 64  |      | Christina Koch (1979)                  | Verenigde Staten                      | Sojoez MS-12 (14 maart 2019)                                                                                                 | Eerste volledig vrouwelijke ruimtewandeling samen met Jessica Meir |
| 65  |      | Jessica Meir (1977)                    | Verenigde Staten                      | Sojoez MS-15 (25 september 2019)                                                                                             | Eerste volledig vrouwelijke ruimtewandeling samen met Christina Koch |
| 66  |      | Sirisha Bandla (1988)                  | Verenigde Staten                      | VSS Unity 22 (11 juli 2021)                                                                                                  | |
| 67  |      | Wally Funk (1939)                      | Verenigde Staten                      | Blue Origin NS-16 (20 juli 2021)                                                                                             | Met 82 jaar de oudste vrouw in de ruimte |
| 68  |      | Sian Proctor (1970)                    | Verenigde Staten                      | Inspiration4 (16 september 2021)                                                                                             | |
| 69  |      | Hayley Arceneaux (1991)                | Verenigde Staten                      | Inspiration4 (16 september 2021)                                                                                             | |
| 70  |      | Joelia Peresild (1984)                 | Rusland                               | Sojoez MS-19 (5 oktober 2021)                                                                                                | Actrice die namens Channel One een film in de ruimte opnam |
| 71  |      | Audrey Powers                          | Verenigde Staten                      | Blue Origin NS-18 (13 oktober 2021)                                                                                          | |
| 72  |      | Kayla Barron (1987)                    | Verenigde Staten                      | SpaceX Crew-3 (10 november 2021)                                                                                             | |
| 73  |      | Jessica Watkins (1988)                 | Verenigde Staten                      | SpaceX Crew-4 (27 april 2022)                                                                                                | |
| 74  |      | Vanessa O'Brien (1964)                 | Verenigde Staten/ Verenigd Koninkrijk | Blue Origin NS-22 (4 augustus 2022)                                                                                          | |
| 75  |      | Nicole Aunapu Mann (1977)              | Verenigde Staten                      | SpaceX Crew-5 (5 oktober 2022)                                                                                               | |
| 76  |      | Anna Kikina (1984)                     | Rusland                               | SpaceX Crew-5 (5 oktober 2022)                                                                                               | Eerste Rus aan boord van een SpaceX Crew Dragon. |
| 77  |      | Rayyanah Barnawi (1988)                | Saoedi-Arabië                         | Axiom Mission 2 (21 mei 2023)                                                                                                | Eerste Saoedische vrouw in de ruimte. |
| 78  |      | Jasmin Moghbeli (1983)                 | Verenigde Staten                      | SpaceX Crew-7 (26 augustus 2023)                                                                                             | |
| 79  |      | Loral O'Hara (1983)                    | Verenigde Staten                      | Sojoez MS-24 (15 september 2023)                                                                                             | |
| 80  |      | Jeanette Epps (1970)                   | Verenigde Staten                      | SpaceX Crew-8 (4 maart 2024)                                                                                                 | |
| 81  |      | Marina Vasilevskaja (1990)             | Wit-Rusland                           | Sojoez MS-25 (23 maart 2024)                                                                                                 | Eerste Wit-Russische vrouw in de ruimte. |